# Тихон (Иванов)
Епископ Тихон (в миру Христо Георгиев Иванов; 26 мая 1945, Штутгарт) — епископ Болгарской православной церкви, титулярный епископ Тивериопольский.

## Биография
Родился 26 мая 1945 года в Штутгарте, Германия. Его мать была немкой, а отец болгарским оперным певцом. Был крещён в местном русском православном храме. В 1946 году с семьёй вернулся в Болгарию.
Основное образование получил 7-м софийском училище, после чего В 1959 году поступил в Софийскую духовную семинарию, располагавшуюся тогда при Черепишском монастыре, которую он окончил в 1965 году.
С сентября 1967 года обучался в Софийской духовной академии святого Климента Охридского. Тогда же становится патриаршим иподиаконом при ПКСХП «Св. Александър Невски», оставался в этом качестве до 1975 года. Во время обучения в академии стал одним из основателеё хора «Йоан Кукузел».
В 1971 году окончил Софийскую духовную академию с дипломной работой «Единство Церкви», после чего работал в Синодальном издательстве, был техническим редакторои и корректором журналов «Църковен вестник» и «Духовна култура». С 1973 по 1975 год был библиотекарем при Священном Синоде.
Из-за того, что его мать была из Западной Германии, были подвергнуты давлению со стороны властей, из за чего был переведён на служение в провинцию. В 1977 году благодаря Хельсинкским соглашеням 1975 года эмигрировал в Германию, где женился и имел двух детей.
С 1978 по 1981 год учился в среднем медицинском училище, по окончании которого поступил в инфекционное отделение на Екатерининской больницы в Штутгарте.
В 1980 году был назначен секретарём епископа Главиницкого Симеона (Костадинова), который в 1986 году стал митрополитом Западно- и Среднеевропейским.
Развёлся, после чего 11 ноября 2000 года в Берлине митрополитом Западно- и Средноевропейским Симеоном (Костадиновым) был пострижен в монашество с именем Тихон. 12 ноября тем же епископом был рукоположён в сан иеродиакона. 19 ноября того же года архиепископом Берлинским и Германским Феофаном (Галинским) был рукоположен во иеромонаха.
В конце года был назначен протосингелом Западно- и Среднеевропейской епархии.
8 июля 2001 года в храме Святых Седьмочисленников в Софии митрополитом Доростольским и Червенским Неофитом (Димитровым) был возведён в архимандрита.
6 июля 2003 года хиротонисан в титулярного епископа Тивериопольского, викария Западноевропейской болгарской епархии. Хиротонию совершили: Патриарх Болгарский Максим, митрополит Врачанский Каллиник (Александров), митрополит Видинский Дометиан (Топузлиев), митрополит Варненский и Великопреславский Кирилл (Ковачев), митрополит Западноевропейский Симеон (Костадинов), митрополит Русенский Неофит (Димитров), епископ Плевенский Игнатий (Димов), митрополит Старозагорский Галактион (Табаков), митрополит Ловчанский Гавриил (Динев), епископ Траянопольский Иларион (Цонев), епископ Девольский Феодосий (Купичков), епископ Адрианопольский Евлогий (Стамболджиев) и епископ Левкийский Павел (Петров).
Его избрание во епископа состоялось с нарушением устава Болгарской православной церкви, требовавшего 10-летнего пребывания в монашестве перед епископской хиротонией.
24 июня 2005 года митрополит Западноевропейский Симеон ушёл на покой по состоянию здоровья, сохраняя за собой прежний титул, и действительное управление Западноевропейской епархии по большей части перешло к епископу Тихону.
1 декабря 2009 года Священный Синод Болгарской православной церкви освободил митрополита Симеона и его викария Тихона от занимаемых ими должностей. Основанием для решения послужило многолетнее проживание митрополита Симеона вне своей епархии, в то же время епископ Тихон вызывал нарекания в церковных кругах из-за прокатолических действий.
В тот же день епископ Тихон был назначен настоятелем патриаршего кафедрального собора Александра Невского в Софии. Вступил в должность 22 декабри того же года по возвращении в Болгарию.
16 марта 2014 года на епархиальных выборах Русенской епархии был избран, наряду с епископом Стобийским Наумом (Димитровым) кандидатом на замещение кафедры, 23 марта Синод Болгарской Православной Церкви единогласно избрал на эту должность епископа Наума.
10 декабря 2015 года решением Священного Синода освобождён с должности настоятеля патриаршеского ставропигиального храма-памятника святого Александра Невского.
Епископ Тихон стал первым священнослужителем в Болгарии, получившим прививку от коронавируса 27 декабря 2020 года в столичной больнице Святой Анны сразу после укола министру здравоохранения Костадину Ангелову.